# Lontownica

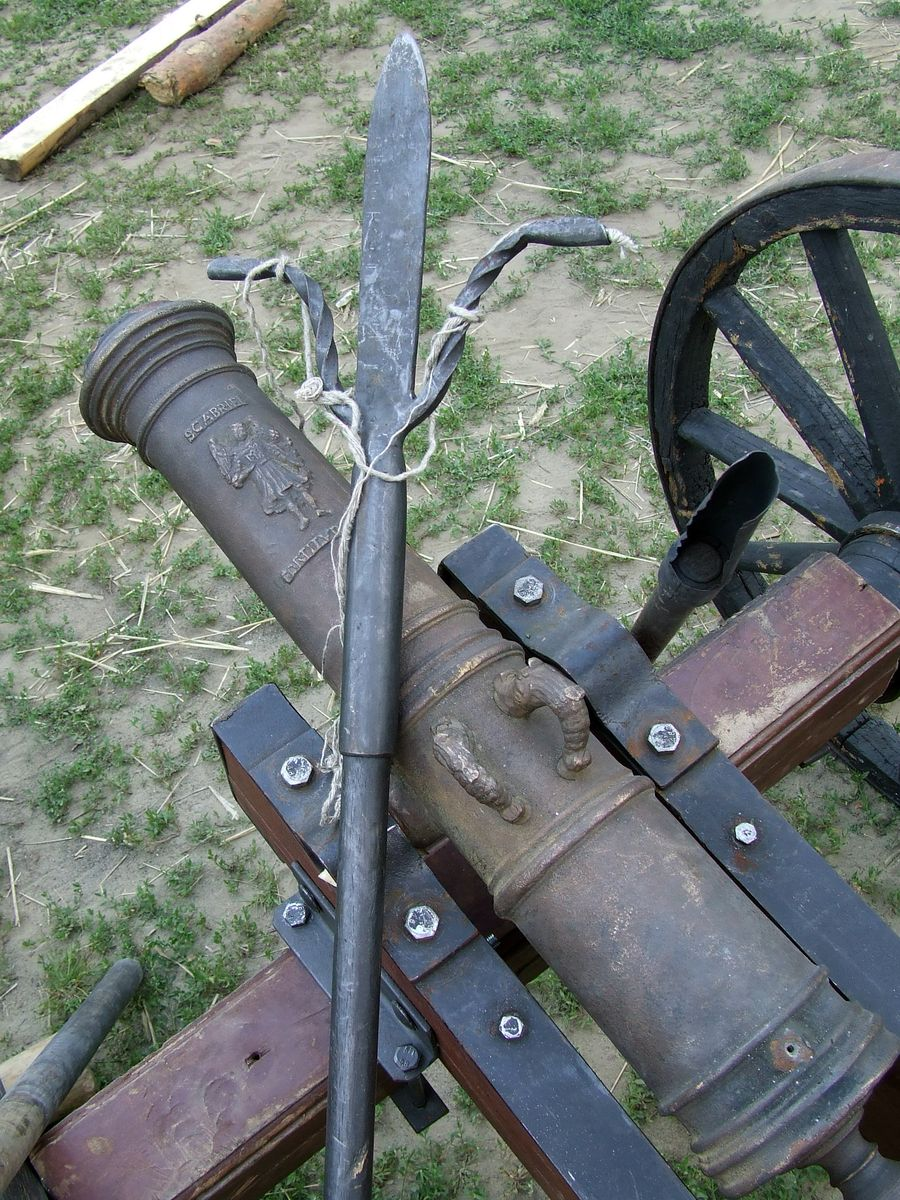
Lontownica z lontem oparta o lufę działa

Lontownica – przyrząd służący do odpalania dział odprzodowych.
Rodzaj broni drzewcowej w postaci drzewca o długości ok. 1,5-2 m, zakończonego osadzonym na nim grotem z uchwytem (lub dwoma uchwytami) do lontów artyleryjskich. Używana w XVI-XVII w. Dzięki lontownicy, obsługa działa mogła odpalić je z większej odległości, co zapewniało jej większe bezpieczeństwo.
W XVIII w. zaczęły je zastępować, początkowo głównie w artylerii morskiej, zamki skałkowe, wyzwalane z pomocą linki, co dodatkowo zwiększało bezpieczeństwo, a także szybkostrzelność. Lontownice pozostawały na wyposażeniu w razie awarii zamka. W połowie XIX w. zostały ostatecznie wyparte przez zapalniki cierne, odpalane bezpośrednio tarciem przymocowywanej do nich linki.